# Haft Czeszme
Haft Czeszme – wieś w Iranie, w ostanie Lorestan. W 2016 roku liczyła 870 mieszkańców.